# Villa romana del Ramalete
La villa romana del Ramalete, o del Soto del Ramalete (nombre de la reserva natural donde se localiza de propiedad particular), fue una casa de campo de época imperial que estuvo situada en la antigua provincia romana de la Tarraconense, en Hispania, en lo alto del valle del río Ebro. Hoy, como conjunto arqueológico, está situada en el municipio de Tudela, Navarra.

## El descubrimiento
La villa comenzó a excavarse a mediados del siglo XX, en 1946, por Blas Taracena y Luis Vázquez de Parga. Se trataría de una villa urbano-rústica en la que, a la luz de los «escasos restos materiales conservados» en el lugar «se da la superposición de una villa tardía establecida sobre los restos de un establecimiento agrícola alto imperial.»
La villa romana del Ramalete se encuentra en el paraje natural del Soto del Ramalete, dentro del municipio de Tudela (Navarra). Está exactamente en la orilla derecha del río Ebro, en el tramo navarro entre Castejón y Tudela. El descubrimiento se produjo casualmente durante los trabajos de labranza que realizaba la familia Carasusan en su propiedad. En el otoño de 1946, durante las excavaciones para los canales de riego de la finca, aparecieron tejas y fragmentos varios de construcciones.

## Excavación
La excavación se llevó a cabo el 19 de octubre de 1946 por la Institución Príncipe de Viana, un organismo cultural de la Comunidad Foral de Navarra. Los directores encargados de la excavación fueron Blas Taracena Aguirre y Luis Vázquez de Parga, que en su inicio contaban con siete peones. La excavación rápidamente dio como resultado el hallazgo del mosaico del pavimento de la habitación número cinco, que fue hallada a la media hora de empezar la excavación.
La excavación dejó al descubierto una villa romana que se podría agrupar al grupo de villa urbano-rústica, que contenía en su conjunto arqueológico una de las termas mejores conservadas de la época tardo-antigua en Hispania. En la parte rústica de la villa estarían los almacenes, el establo y el taller, y en la parte urbana estarían el grupo de habitaciones y la zona termal.
Lamentablemente la excavación de la villa del Ramalete se vio interrumpida, por lo que la planimetría de la villa no está completa del todo. Así “la excavación en el Soto del Ramalete fue corta y precaria pues se limitó a excavar las dependencias más suntuosas de la misma, ya que se localizaba en unos terrenos agrícolas privados junto a la margen derecha del Ebro que tras la finalización de los trabajos arqueológicos siguieron explotándose en régimen de regadío”.
El hallazgo más espectacular de la villa son tres mosaicos, correspondientes a las habitaciones 5, 7 y 8, y que actualmente se encuentran en el Museo de Navarra (los mosaicos de la habitación número cinco y ocho) y el Museo Arqueológico Nacional (el mosaico de la habitación número siete).

## Características de la villa
La Villa del Soto del Ramalete se puede clasificar como una villa urbano-rústica, debido a que reúne espacios de utilidad doméstico-utilitaria y ambientes de habitación señorial. Dentro del conjunto villa-rústica entraría en el subtipo de villa-rústica de bloque rectangular debido a las formas estructurales que tiene.
La villa del Ramalete es una villa poco usual de encontrar en Hispania debido a que tiene una estructura con un patio exterior, que es típico de las estructuras de las villas británicas, y con menor frecuencia de la Galia Bélgica. Además la habitación octogonal que tiene la villa es una forma que fue repetidamente utilizada al suroeste de Inglaterra. Tan poco usual es la habitación octogonal de la villa que se puso en relación con la villa de Witcombe (Gloucestershire), que como la villa del Ramalete tenía una un corredor que conectaba con la habitación octogonal. En lo que respecta a la función que tenía la villa, es evidente que tenía una finalidad agrícola pues era dependiente de la actividad productiva.

## Cronología
Sobre la cronología del uso de la villa, para los excavadores, la construcción empezó a mediados del siglo IV d. C., debido al examen que se realizaron sobre los materiales de construcción, en especial los ladrillos del hipocausto, la cerámica recogida y los mosaicos que ornaban estas habitaciones.
Y sobre su perduración, Fernández Castro cree que la villa perduró hasta comienzos del siglo V. Es muy lógico que hubiera pervivido hasta inicios del siglo V porque ninguna villa sobrevivió a la caída del Imperio Romano a finales del siglo V.

## Contexto histórico
El contexto en el que aparece la villa del Ramalete es un contexto en el cual “la parte occidental del Imperio experimentó un paulatino proceso de traspaso del tradicional evergetismo altoimperial en las ciudades a una fuerte inversión privada en aquellas posesiones territoriales (fundi) que la aristocracia había ido adquiriendo en espacios rurales o semiurbanos. A partir del siglo IV este fenómeno se intensificó notablemente y producto de ello fue el embellecimiento y engrandecimiento de numerosas villae con todo tipo de elementos suntuarios y de confort”.
En lo que refiere al contexto regional, hay que decir que la villa del Ramalete se encuadra en un contexto en el cual el valle del Ebro y el curso de sus afluentes fueron áreas de intensa concentración de asentamientos romanos. Las villas en la época tardo-antigua tuvieron que localizarse en torno a las ciudades, junto a los cursos de los ríos y las principales vías de comunicación para dar salida comercial a la producción agrícola obtenida en su territorium. La villa del Ramalete justamente cumple con esos tres requisitos pues cerca de ella se encontraba la ciudad de Graccurris, estaba junto al río Ebro y cerca de ella había una vía de comunicación.
En ese contexto, las villas que se asentaban cerca del río Ebro tenían el peligro de que el cauce se desbordara ya que podía llegar a causar destrozos a sus edificaciones. Debido a esto, es muy posible que en la villa del Ramalete se construyera un muro de contención. En cuanto a la relación de la villa con ciudades, aunque no tengamos fuentes que nos indiquen de sus contactos, muy probablemente, como toda villa en la antigüedad, estuvo en contacto con ciudades cercanas a ellas. Ramón Barenas Alonso apunta a que sí hubo una vinculación con la antigua Graccurris.

## Conjunto arqueológico conocido

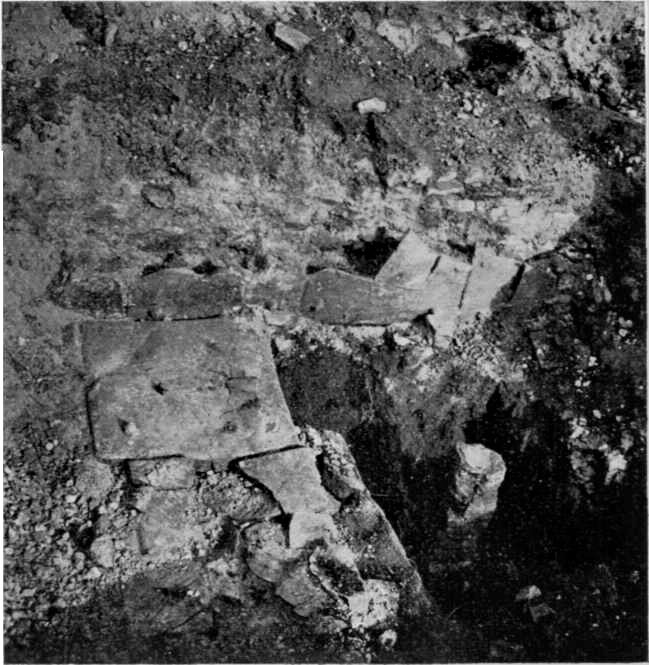
Estado de la habitación n.º 2 al ser excavada (foto: José E. Uranga)

El conjunto arqueológico de la villa está formada por 18 habitaciones, de las cuales, casi la mitad han sido principalmente investigadas, centrándose sobre todo en los hipocaustos y los mosaicos.
La estructura de la villa del Ramalete se suele dividir especialmente en dos conjuntos: las habitaciones y las termas. El conjunto de las habitaciones la conforman las habitaciones 5, 7, 8 y 9. Su estudio no ha sido tan intensa como los mosaicos que alberga. Y el conjunto termal lo constituyen las habitaciones 2, 3 y 4. El conjunto termal fue encontrada en un estado bastante bueno de conservación y gracias a su conservación se puede razonar sobre su funcionamiento. Para los excavadores la zona termal es una clara evidencia de que en ella se concentraron los mayores esfuerzos constructivos.

### Praefurnium(Habitación 1)
En la habitación 1 se encontraba el praefurnium. En el praefurnium estaba el horno de calefacción y posiblemente las calderas para calentar el agua, ya que el principio de construcción romana aplicaba que ellas y los hipocaustos tuvieran un mismo sitio, pero no se ha encontrado ningún resto de las calderas.
El praefurnium se comunicaba con la habitación número 2 por el subsuelo, por un arco de medio punto de 45 centímetros, donde se hallaba el hipocausto y que se ampliaba hasta las habitaciones 3 y 4. Del praefurnium saldría muy probablemente el aire caliente que pasaría al suelo y paredes del caldarium (habitación 2), al suelo y paredes del tepidarium (habitación número 3), al suelo y paredes del frigidarium (habitación número 4) y ya desde aquí el aire, que quizá no estaría caliente, escaparía por dos tubos inclinados que no hay en las habitaciones 2 y 3.

### Zona termal
La zona termal se encuentra en el extremo meridional y lo forman las habitaciones dos, tres y cuatro. La zona termal para sus excavadores, en su publicación de 1949, fueron una de las mejores termas conservadas en España.
La zona termal incluye las habitaciones 2 (caldarium), 3 (tepidarium) y 4 (frigidarium), que están caldeadas con hipocaustos. De las tres habitaciones, dos (las habitaciones 2 y 4) tienen piscinas. Parece que el destino de las habitaciones termales fue funcionar como unas termas privadas.

#### Habitación 2 (Caldarium)

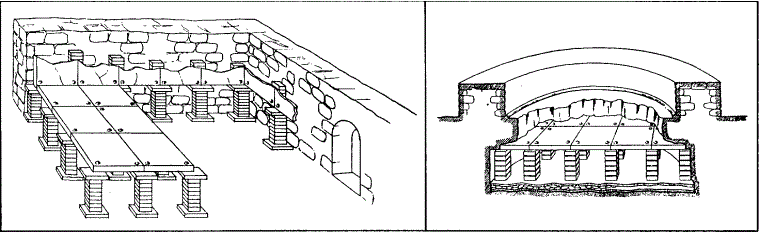
Perspectiva del hipocausto y del baño de la habitación número 2 (Taracena y Vázquez de Parga, 1949)

El Caldarium o baño caliente tiene un espacio rectangular pequeño en comparación con las otras habitaciones. El caldarium estaba comunicada con la habitación número 1, 3 y 5.
Al igual que el resto de la zona termal, el caldarium, estaba caldeada por el hipocausto que tenía una capa de hormigón de 8 centímetros en el suelo, sobre el hormigón había baldosas cuadradas de barro cocido de 31 centímetros en cada lado y una altura de 5 de centímetros, dispuestas en cuadrícula y cuyos ejes distaban entre sí 60 centímetros. Sobre las baldosas estaban las pilae, o pequeñas columnas, de ladrillos cuadrados, que tenían 15 centímetros en cada lado y 5 centímetros de grueso, separados por lechos de hormigón de 1 centímetro de espesor y encima otra baldosa como la de base, midiendo los pilae en total 65 centímetros de altura.
Sobre esta cámara descansaba la suspensura, formada por baldosas cuadradas que tenían 60 centímetros en cada y 7 centímetros de grueso, que apoyadas por sus cuatro ángulos sobre las pilae cubrían el espacio en junta perfecta.
Por otro arco rectangular de 45 centímetros de diámetro, y también en rosca de ladrillos, el aire caliente pasaba al subsuelo de la piscina contigua. La piscina unida al caldarium era de planta semicircular, de 2,46 metros de diámetro, y tenía un agujero oval para la salida del agua. El espesor que tiene el muro de la piscina es de 70 centímetros, y estaba hecho con adobe revestido de fino hormigón hidráulico muy pulido, donde el ladrillo machado no pasaba de medio centímetro de diámetro.
También desde el hipocausto de la habitación y a través de otra abertura igual situada bajo la puerta, pasaba el aire caliente a la habitación número 3, o tepidarium, que tenía el mismo tipo de hipocausto y tubos, pero estas de 16 centímetros de anchura.
En esta habitación, según los excavadores, se apreciaban restos de pinturas murales.

#### Habitación 3 (Tepidarium)
En esta habitación se hallaba el tepidarium, o cámara templada, que tiene un tamaño más pequeño que el caldarium, y al igual que las otras habitaciones de la zona termal estaba caldeada por un hipocausto.
El tepidarium, al contrario que las otras habitaciones de la zona termal, no tiene piscina. El aire caliente que llegaba a ella era por una de las aberturas que había en el hipocausto. La otra abertura era para que saliera el aire caliente y la traspasase a la habitación 4, o frigidarium.
El hipocausto y la suspensura del tepidarium era parecida a la del caldarium, pero diferían en que el suelo inferior del hipocausto descansaba sobre tierra firme con una capa de barro puesta para, según los excavadores, asiento de un lecho de cantos de río ligeramente planos y de unos 6 centímetros de grueso, encima de los cuales había una capa de hormigón hidráulico de 4 centímetros.
En cuanto a las pilae, estas estaban formadas por ladrillos de 17 por 5 centímetros separados por lechos de barro y sin baldosas bessales para basa y capitel, dando en total 47 centímetros de altura.

#### Habitación 4 (Frigidarium)
La habitación del Frigidarium, o habitación del baño frío, es rectangular y tiene una medida de 6'20 por 3'60 metros. El frigidarium es la habitación más grande dentro del conjunto termal, tiene unos muros de mampostería de 50 centímetros de espesor y al fondo estaba la piscina, de forma semicircular y de 2'46 metros de diámetro.

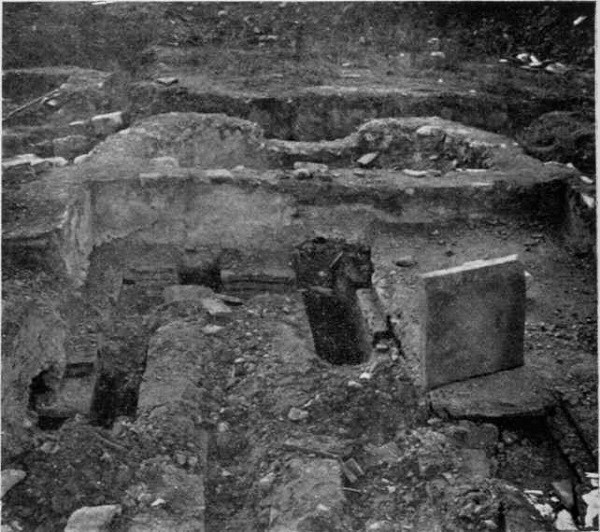
Estado de la habitación número 4 al ser descubierta. Fotos Arch. José E. Uranga

En esta habitación el hipocausto era más rudo y menos diáfano al calor pues no estaba formado por pilae sino por muretes longitudinales, de 30 a 40 centímetros de grueso y, según sus excavadores, “de mala mampostería allanada en la cima con fragmentos de tegulae y que con algo de tierra en la cima medían 55 centímetros de altura, dejando callejones vacíos de 25 a 40 centímetros de ancho por donde lentamente circularía el aire caliente”.
En el muro medianil con la piscina había dos tubos ovales de 10 centímetros de eje mayor que estaban inclinados en forma de v ascendente para salir al balneum y después subiría a la cubierta en función de chimenea para regularizar el tiro y expulsar los productos inútiles de la combustión.
Sobre las baldosas del frigidarium descansaba una capa de hormigón hidráulico de 8 centímetros de espesor. En comparación con las otras habitaciones de la zona termal, el frigidarium no tenía tubos para calentar las paredes, el aire caliente que llegaría aquí y a la piscina tendría un escaso poder calorífico.
En esta habitación los excavadores apreciaron restos de pinturas murales polícromas donde no pudieron adivinar los temas de la pintura.

### Patio enlosado a las termas (Habitación 6)
La habitación seis es un patio exterior enlosado a las termas. Se piensa que en este patio hubo una reconstrucción porque su muro occidental cruzaba sobre un pozo de mampostería de 1,20 metros de diámetro.

### Grupo de habitaciones

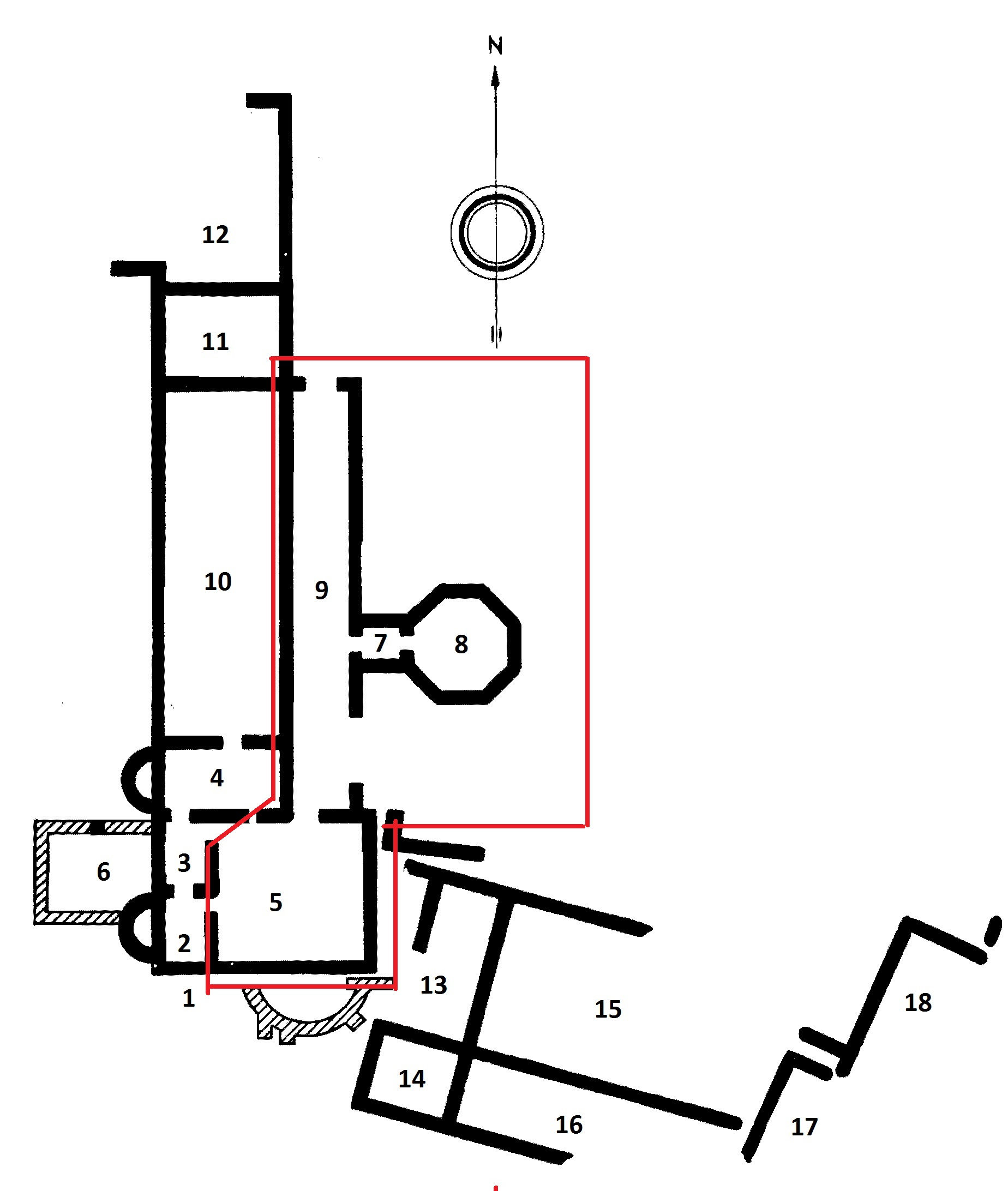
Grupo de habitaciones de la villa romana del Ramalete

El grupo de habitaciones lo conforman las habitaciones 5, 7, 8 y 9. El estudio del grupo de las habitaciones no está bien completada. Al contrario que las termas, el grupo de las habitaciones no ha sido tan estudiado debido a que el estudio se centró sobre todo en los hipocaustos y los mosaicos.

#### Habitación 5

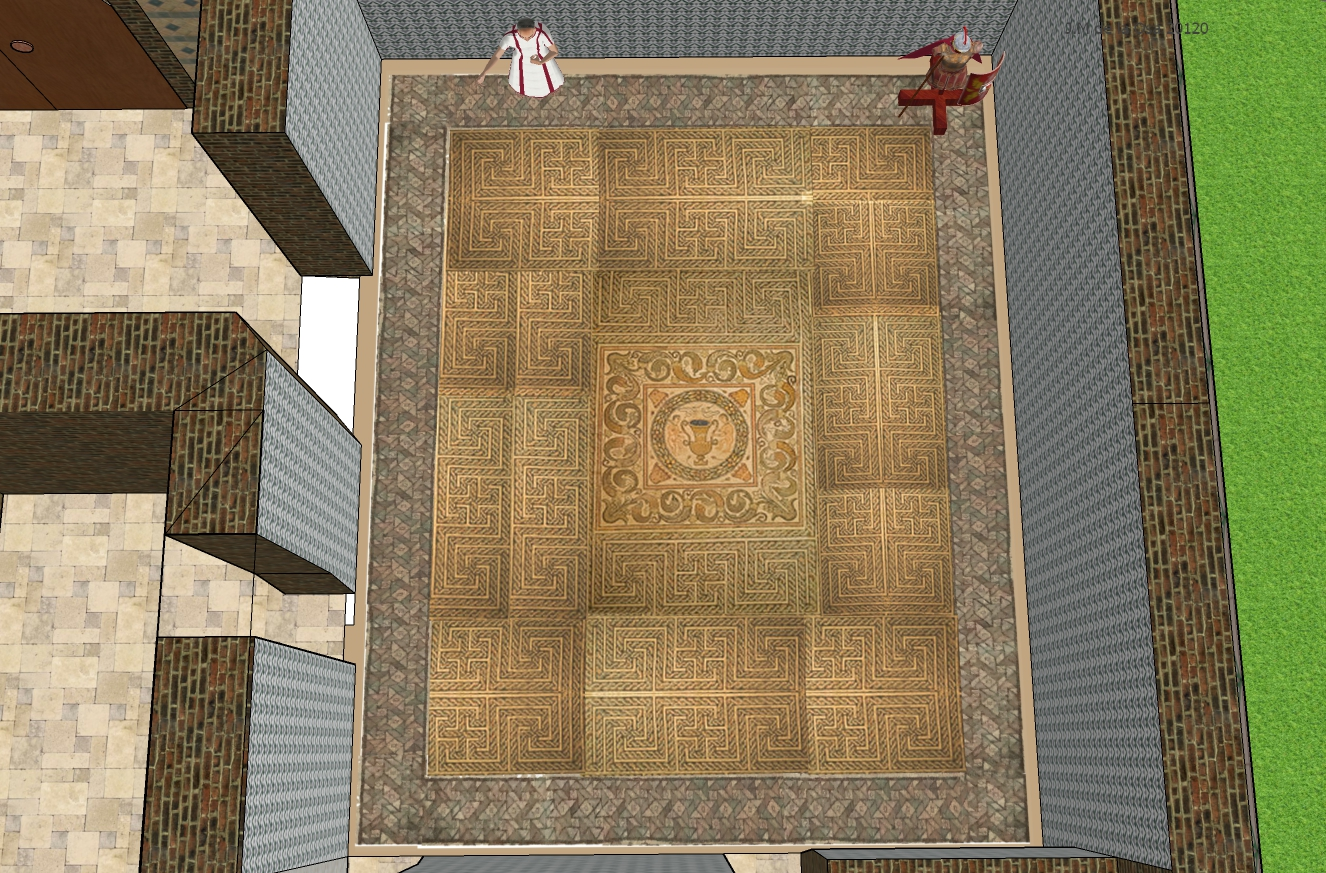
Habitación 5 de la villa del Ramalete. Tudela Navarra

La habitación número 5 fue la primera habitación hallada y mide 8,30 metros por 6,70 metros. Estuvo pavimentada con un mosaico polícromo que fueron arrancadas por encargo de la Institución Príncipe de Viana, con la intención de que figuren instalados en el Museo de Pamplona.
El pavimento, en el cual se encontraba el mosaico, tenía una capa de hormigón de dos centímetros, siendo encontrada sin graves desperfectos, y debajo contenía un espeso relleno de tierra. El pavimento de esta habitación no era como el de las demás habitaciones (7 y 8), que estaban construidas sobre clásicos lechos de piedras gruesas y hormigón fino.
Los muros de la habitación fueron construidos de adobe y tienen un grosor de 70 centímetros. Al parecer las paredes estaban pintadas con formas de rombos y flores que arrancaban desde el suelo, lo que hizo pensar a sus excavadores la existencia de un piso más profundo del cual no pudieron excavar.
Lo más interesante de esta habitación fue el descubrimiento de una moneda de Constantino Magno (306-337), debajo del mosaico, lo cual permitió fechar los mosaicos a modo post quem. También fue interesante el hallazgo de cerámicas que fueron encontradas al este de la habitación. Para los excavadores la habitación 5 fue una reforma dentro del plan de la construcción de la villa.

#### Habitación 7

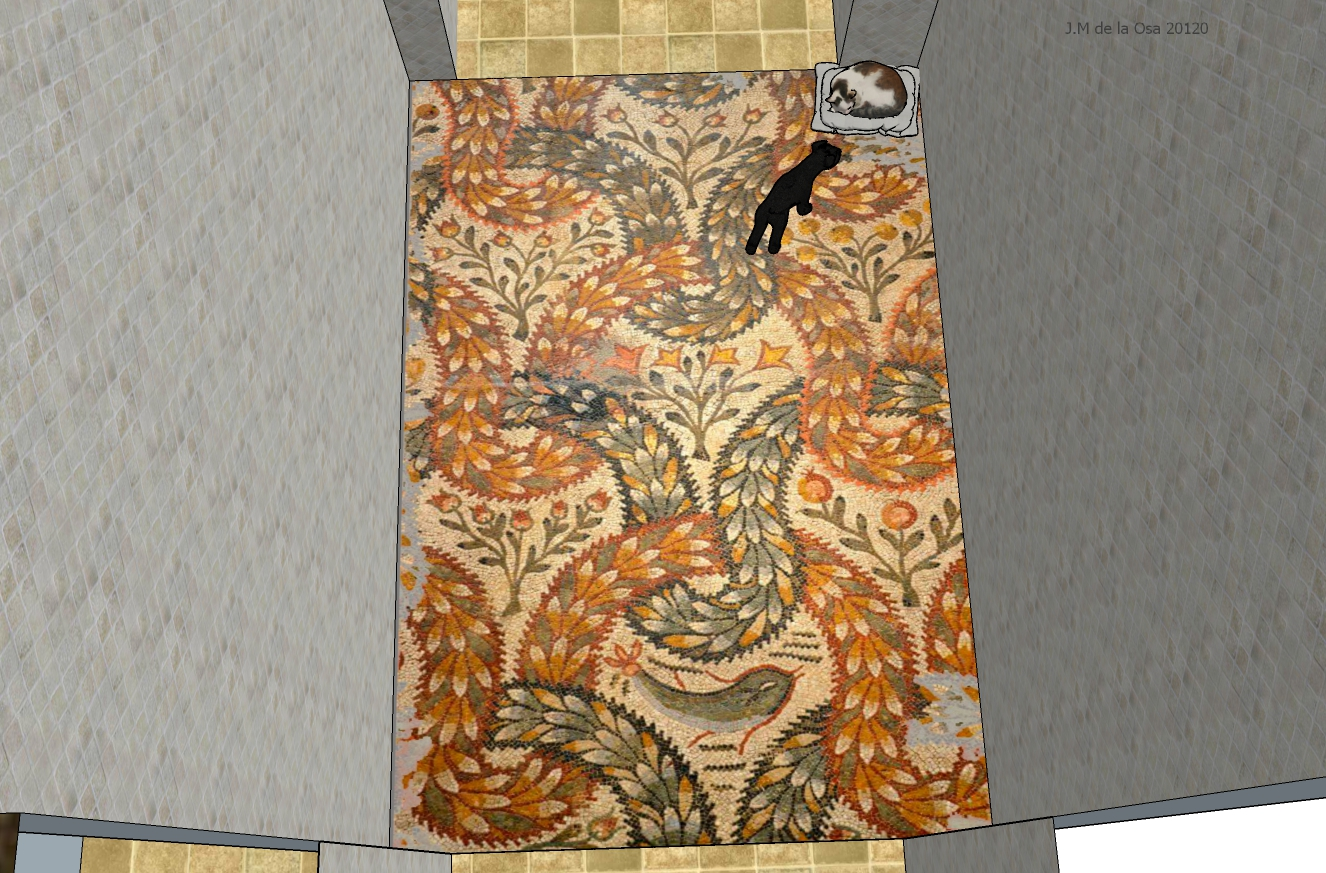
Mosaico de la habitación 7 de la villa del Ramalete, añado elementos para ver el tamaño del mosaico

La habitación número 7 es un pequeño vestíbulo rectangular cuya función principal fue la de conectar la habitación número ocho con el corredor. La habitación mide 3,20 metros por 2,20 metros y tenía un pavimento con un mosaico, además no tiene un hipocausto. El mosaico de esta habitación estaba asentada sobre lechos de piedras gruesas y hormigón fino. El mosaico, al igual que la habitación 5, fue arrancado por los señores Maragliano y Cruzado, por encargo de la Institución Príncipe de Viana, con la intención de que figuren instalados en su día en el Museo de Navarra.
Para lo excavadores la habitación número 7 y habitación número 8 se construyeron en un mismo tiempo y por un mismo equipo de artesanos debido a que la disposición de ambas están en íntima relación, sirviendo la primera de vestíbulo a la segunda.

#### Habitación 8

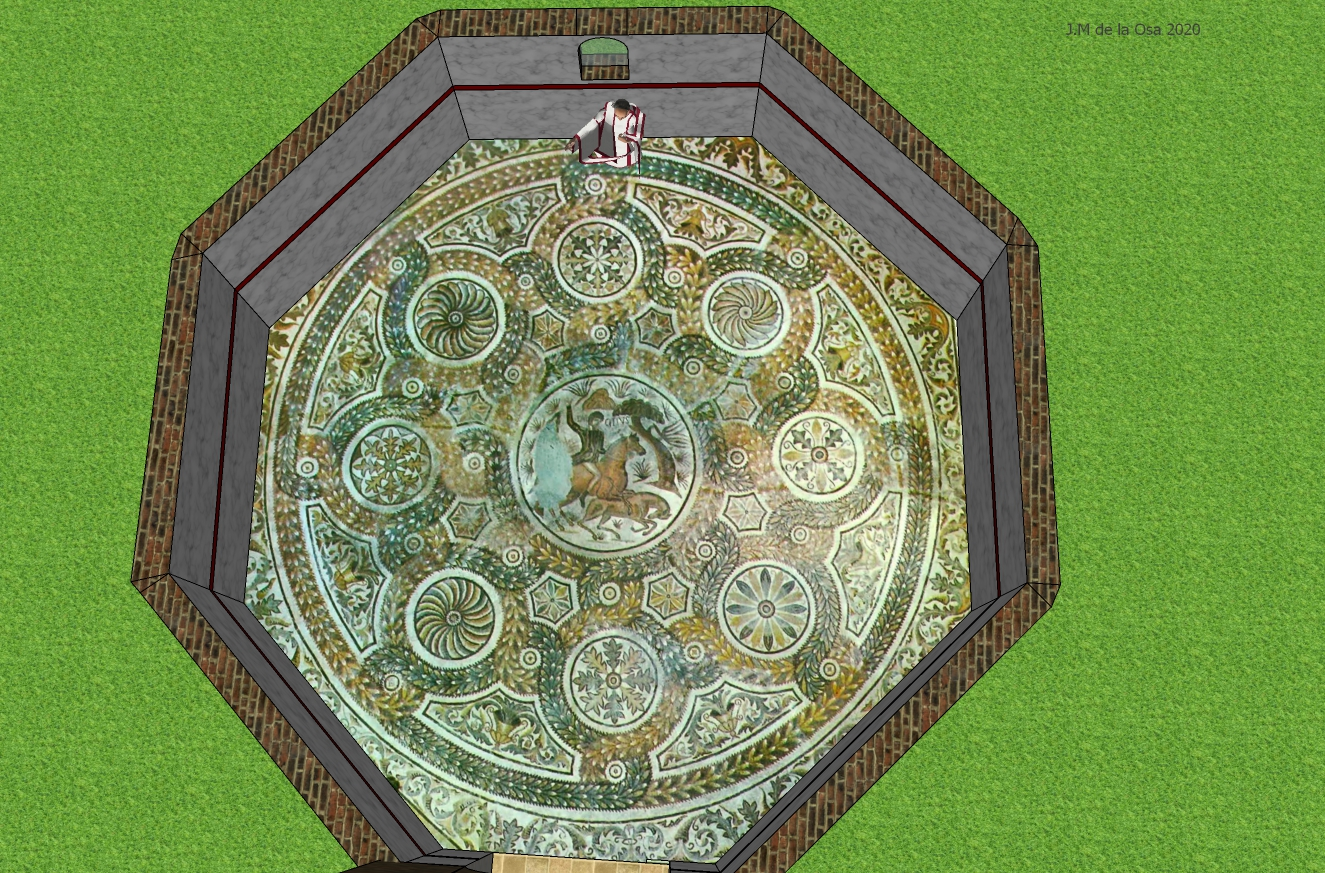
Mosaico de la habitación 8 de la villa del Ramalete, Tudela Navarra.

Esta habitación tiene una forma octogonal y se halla aislada por casi todos los lados, menos por el lado del pequeño vestíbulo. La habitación 8 estaba pavimentada por un mosaico de forma octogonal, que fue arrancada por los señores Maragliano y Cruzado, por encargo de la Institución Príncipe de Viana, con la intención de que figuren instalados en su día en el Museo de Navarra. La habitación estaba caldeada por un hipocausto independiente y las características que tiene el conjunto habitacional hace pensar que su funcionalidad era la de ser la habitación del dueño.

#### Habitación 9
La habitación nueve es un largo corredor de forma rectangular cuya función es unir todas las habitaciones.

### Resto de Habitaciones

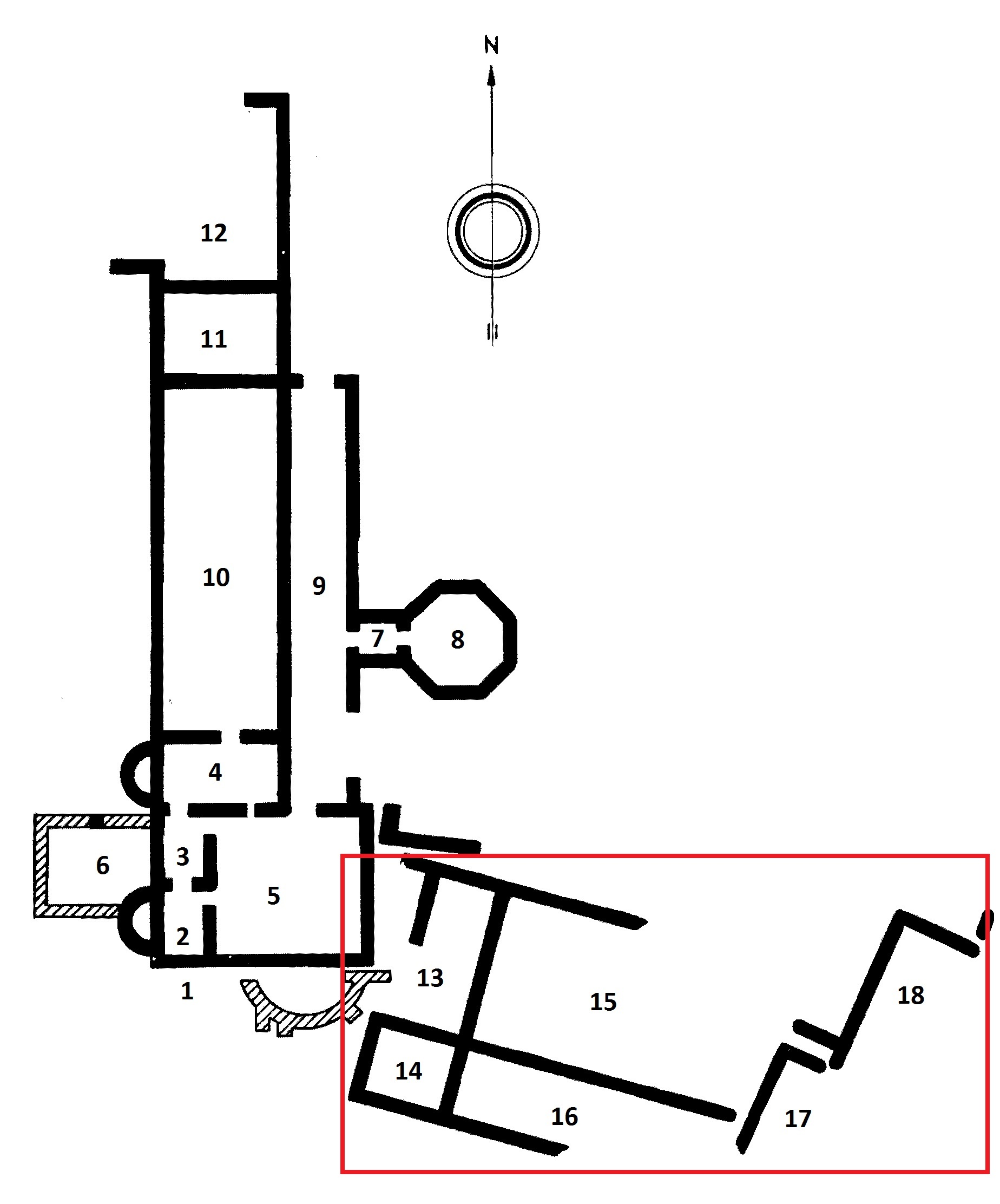
Parte rústica de la villa romana del Ramalete

El resto de la habitaciones no han sido muy estudiadas porque los principales elementos de estudio fueron los hipocaustos y los mosaicos. Pero aun así se sabe que el conjunto situado al sudeste (habitaciones 13-18) pertenecía a la parte rústica “en el que parecen verse los recintos destinados al almacenaje, cría de ganado, establos, industrias agrícolas, etc.”. En esta parte es donde seguramente transcurría buena parte de la vida y de la actividad de los trabajadores libres y esclavos.
En cuanto a las habitaciones restantes (las habitaciones 10, 11 y 12), los excavadores creen que estaban unidas al grupos de habitaciones, pero no fueron muy estudiadas.

## Mosaicos

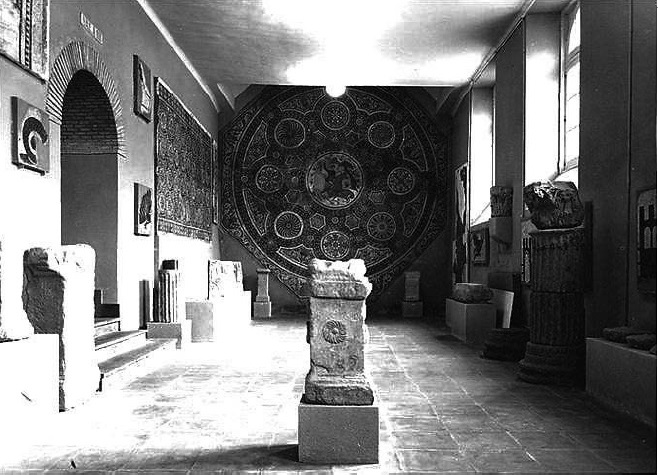
El mosaico de la habitación número 8 en la inauguración del Museo de Navarra (foto: Archivo Institución Príncipe de Viana)

La mayoría de autores que han escrito sobre la villa del Ramalete han destacado los mosaicos que hay en él, debido a su gran de estado de conservación. Sobre los mosaicos de la villa se puede encontrar más información que de las estructuras del conjunto arqueológico de la villa. Desde un principio se quiso conservar las mosaicos debido a que tenían un buen estado, así que “fueron arrancados por los Sres. Maragliano y Cruzado, por encargo de la Institución Príncipe de Viana, con la intención de que figuren instalados convenientemente, en su día, en el nuevo Museo de Pamplona”.
Los mosaicos que se encontraron en la villa, sólo estaban en las habitaciones cinco, siete y ocho. En ellos hay una predominancia del motivo vegetal y del tema geométrico, un tema muy recurrente en la Hispania del Bajo Imperio. Los mosaicos de la villa del Ramalete son los mejores testimonios para saber el cuidado que se puso para la construcción de la dicha villa.
Los materiales que se usaron para construir los mosaicos fueron teselas de un tamaño de 5 a 8 milímetros de diferentes colores (amarillo, azul marino, blanco, gris, naranja, negro, ocre, rojo, rosa y verde). 

### Mosaico de la habitación número 5
En su composición el mosaico de la habitación número cinco presenta cuatro elementos diferentes:
- 1. El primero sería el cuadro central que para los excavadores sería el que ha sido ejecutada con mayor cuidado y con mayor riqueza de elementos decorativos. El cuadro central se compone a su vez en dos partes: La interior tiene como protagonista un jarrón que es sostenido por dos putti, sin indicación de sexo, y sobre el jarrón dos palomas, todo esto dentro de una guirnalda de hojas y frutos. En los ángulos de la parte interior hay canastitos de los que sobresalen unos frutos redondos. Para los excavadores “el dibujo de los dos putti es torpe, dando a las caras un aspecto caricaturesco, sin duda no buscado intencionalmente.”[14]

El cuadro exterior tiene una predominancia del tema floral, que está compuesta por una especie de cornucopias y follajes serpenteantes enlazados, que forman ondas y están combinados con figuras de pájaros y hojas de vid.
- 2. El segundo cuadro sería un campo continuo formado por dos trenzas que se cruzan dibujando esvásticas.

Este cuadro alterna dos formas de esvásticas que alternan regularmente. 
- 3. El tercer elemento sería una recuadro u orla de motivos geométricos rectilíneos sencillos.

Los motivos que forman la composición son muy sencillos, obtenidos mediante la combinación de cuadros, triángulos y paralelogramos sobre la base de una cuadrícula. Según los excavadores:  “tampoco aquí los obreros que ejecutaron el pavimento se atuvieron con respeto absoluto a la lógica del esquema decorativo en la alternancia de los colores de las teselas y en el número y tamaño de las mismas”.
- 4. El cuarto elemento sería el umbral de la habitación, que tiene una decoración floral. La decoración del umbral de la habitación está formada por una planta de la que nacen flores y vástagos serpeantes con frutos que se prolongan a lo largo de la pared correspondiente de la habitación.

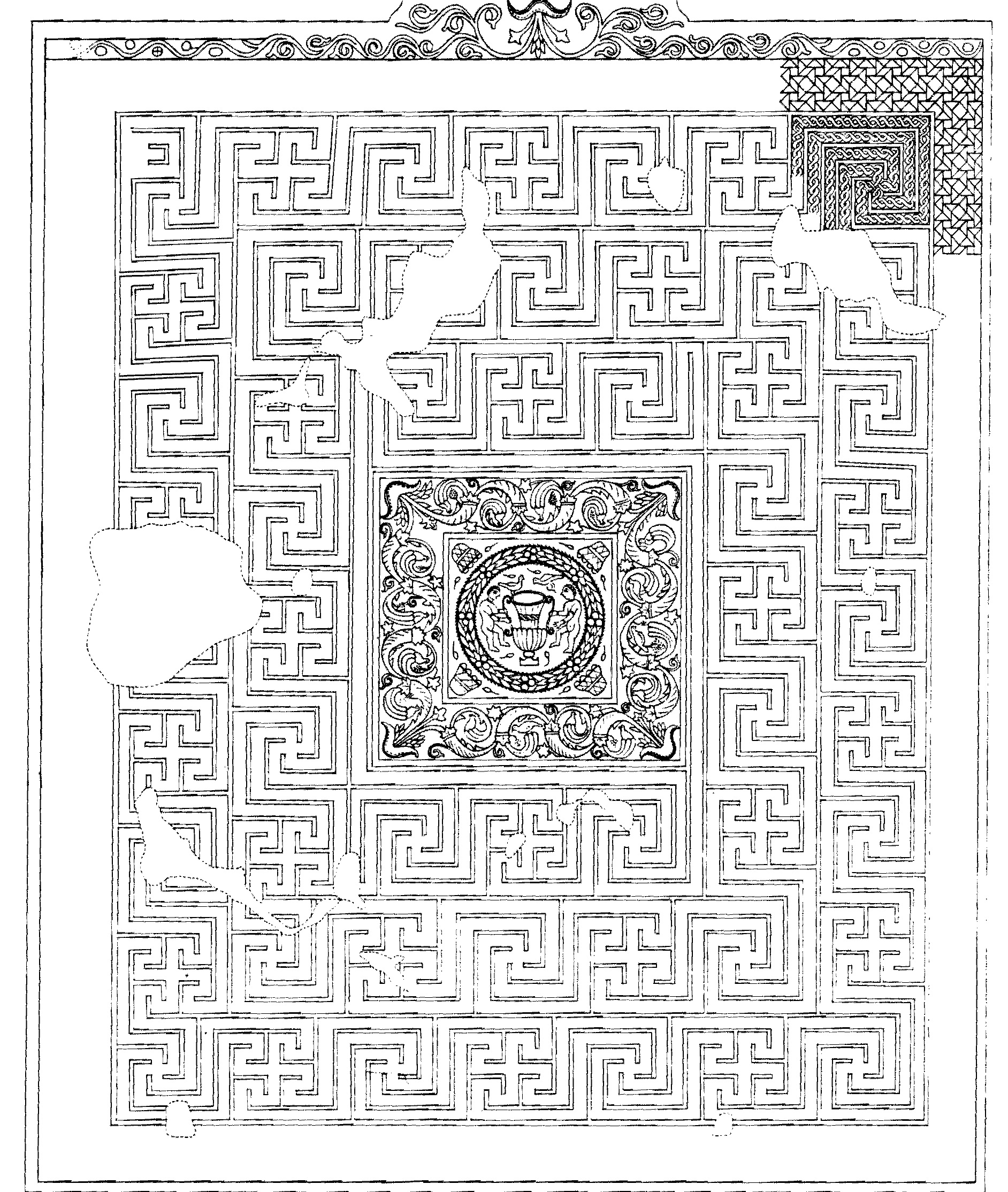
Esquema decorativo del conjunto de la habitación número 5 (Taracena y Vázquez de Parga, 1949).
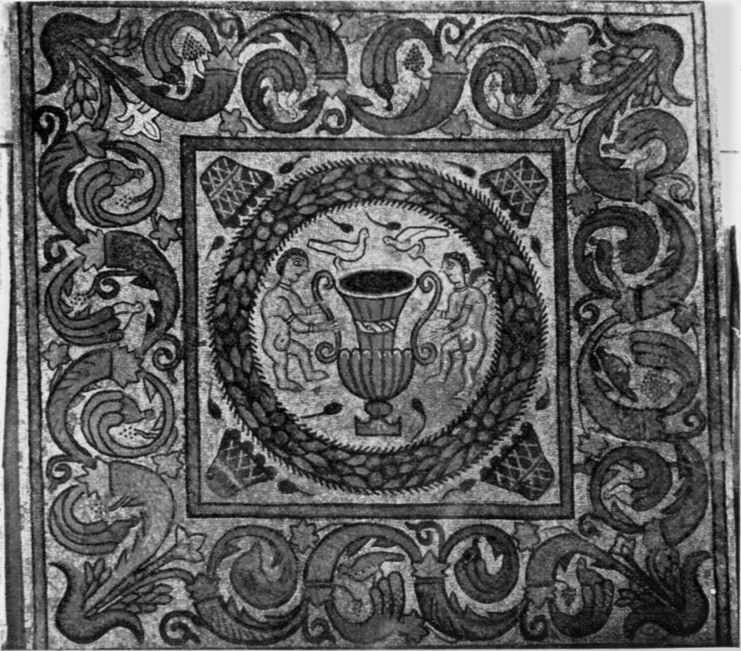
Cuadro central del mosaico de la habitación 5 (Taracena y Vázquez de Parga, 1949)

### Mosaico de la habitación número 7

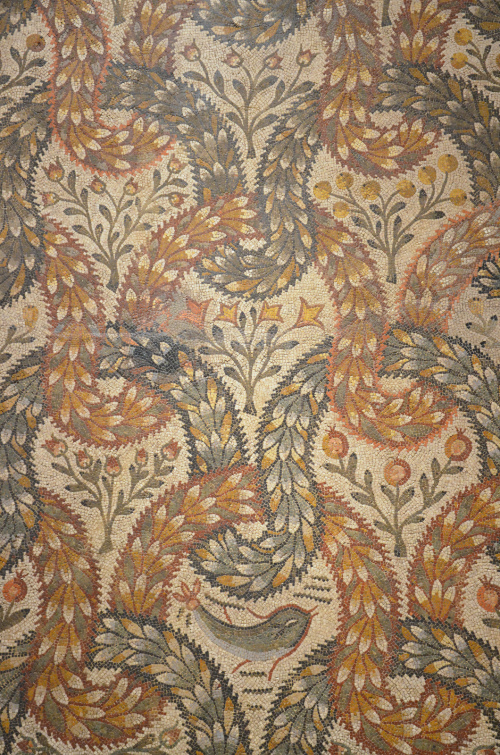
Mosaico de la habitación n.º 7

El mosaico presenta una composición general formada por guirnaldas enlazadas y en los espacios libres ramos con flores y frutos aislados que destacan sobre el fondo blanco, con la única excepción de uno de ellos en el que aparece un delfín nadando. La composición está encuadrada en un recuadro que cuyo elemento más destacado es una trenza sencilla. Todos los motivos florales que hay en el mosaico son diferentes.
El delfín es lo que más llama la atención porque muestra una estilización extraña. Es representado nadando en el agua, cuyas ondas son figuradas por líneas. Para los excavadores “la figura del pez, como ya indicamos, se sale de los convencionalismos generalmente admitidos en el arte romano”.

### Mosaico de la habitación número 8
Este mosaico es sin duda alguna el más famoso del conjunto de la villa y también de Hispania porque tal y como dice Blázquez “uno de los mejores que ha dado Hispania en el Bajo Imperio”.
El mosaico se encontraba en el centro de la sala octogonal y tiene una dimensión de 7,35 metros de eje. El tamaño de las teselas son de 8, 9 y 10 milímetros.
De afuera a adentro, el mosaico enmarca el conjunto de una decoración floral formada por una serie enlazada de roleos vegetales que nacen de unas plantas que hay en cada uno de los ángulos. A continuación hay un gran círculo, compuesto por una guirnalda, que se continúa hacia el interior en forma de doble guirnalda de hojas, que se entrelazan dejando en el centro un gran medallón circular y en torno suyo otros ocho más pequeños, así como otros tantos espacios hexagonales.
En los ocho medallones redondos alternan diferentes motivos en reposo con otros en movimiento y todos contienen rosáceos de diferentes tipos. Su diámetro es de 0,73 metros.
El esquema geométrico que sirve de base a la decoración formada por las guirnaldas entrelazadas produce una serie de hexágonos irregulares de lados curvos y dentro de los cuales se inscribe una serie de ocho jarrones de los que sale en el centro una planta de anchas hojas y a los lados follajes serpenteantes, combinados con flores que llenan el espacio hexagonal. Tanto uno como otros son semejantes en los ocho casos, aunque nunca iguales.
Dentro del esquema general del mosaico otra serie de pequeños hexágonos, éstos de forma casi regular, encierran rosetas sencillas de ocho hojas, en las que alternan las lanceoladas con las triangulares.

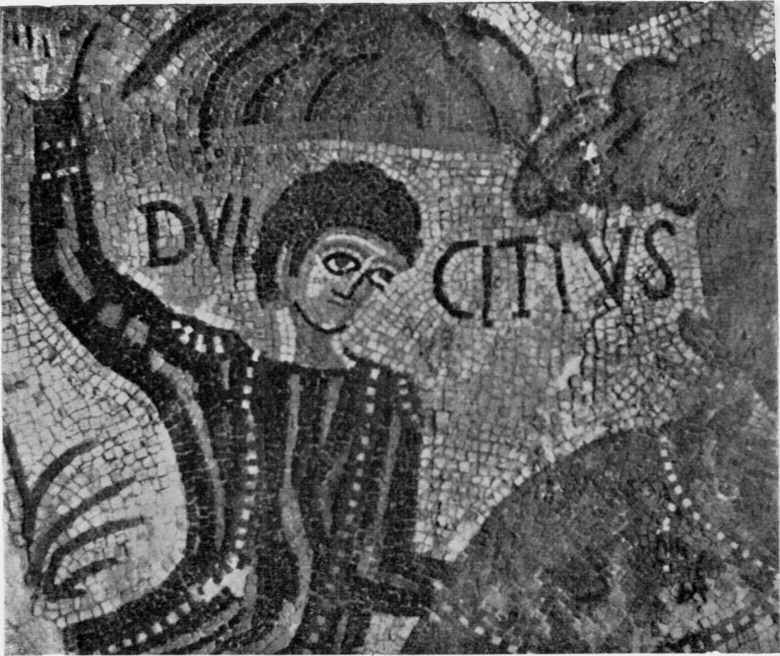
Dulcitius. Foto: José E. Uranga

El tondo central, de unos 1,6 metros de diámetro, representa a un cazador a caballo, en el momento de atravesar con un venablo a la cierva que perseguía. El cazador tiene en alto la mano derecha mientras sostiene las riendas con la izquierda, oculta por el cuello del caballo. El caballo es pequeño y tiene entre las manos la cierva herida. La indumentaria del cazador es una túnica corta dejando sus piernas desnudas y resaltando sus botas. Por último, la cierva se ha representado herida, cayendo y doblando las patas y el cuello.
El fondo del mosaico denota un paisaje de matojos bajos y un árbol de copa en sombrilla, que puede ser un pino. Se ve también parte de la copa de un segundo, como oculto por una ondulación del terreno y hay indicios de que hubo un tercero desaparecido a causa de los desperfectos sufridos por esta parte del mosaico. A consecuencia de esto una parte está totalmente quemada y presenta grandes faltas, la mayor de las cuales afecta a la grupa y patas traseras del caballo y a una de las de la cierva.
Encima del cazador se puede encontrar una inscripción que dice Dulcitius, repartida a ambos lados de la cabeza, que seguramente sea su nombre.

## Interpretación de los mosaicos

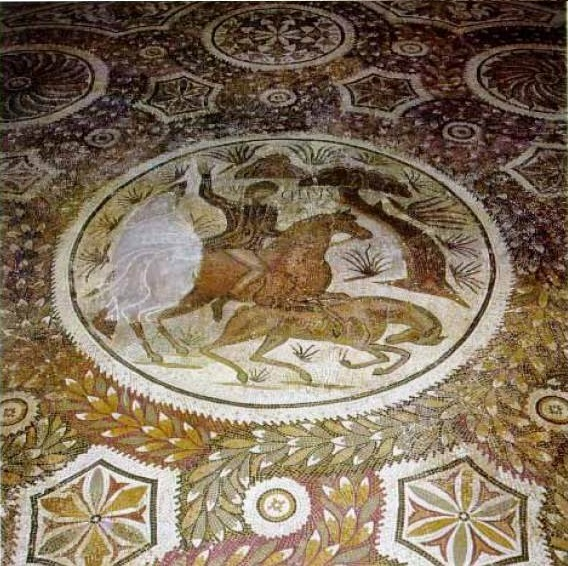
Detalle central del mosaico de la habitación n.º 8. Foto de Garikoitz Estornés Zubizarreta, Museo de Navarra.

Sobre el símbolo o significado de los temas de los mosaicos de la villa se han dado un par de interpretaciones debido a que la mayoría de los autores se esfuerzan en encontrar algún significado, sobre todo en el mosaico de Dulcitius.
Para el jarrón de la habitación número cinco se ha dicho que, según los excavadores, “tiene sin duda un sentido simbólico alusivo a la fecundidad y prosperidad propiciadas para la casa y sus habitantes”. Los putti en cambio, parece que están decorados con la finalidad de atribuir un sentido de augurio favorable a la villa.
En lo que refiere a Dulcitius, como es el mosaico que más destaca, se ha dicho numerosas cosas de él.  Lo primero, y el cual una gran mayoría están de acuerdo, es que la figura de Dulcitius representa al dueño de la villa y quizá sea lo más probable porque hay casos en los cuales el dueño de la villa mandaba a que se le representase. 
Muchos autores ven diversos paralelos que pudieran servir de ejemplo para la ejecución del mosaico, como Ranuccio Bianchi Bandinelli que piensa que la iconografía del mosaico fue tomada de una de las fuentes de plata que representa a un soberano sasánida a caballo entregándose frenéticamente a la caza, así el autor incita a pensar que las cacerías sasánidas pudieron servir de prototipos para las escenas del mosaico navarro. Pero esta idea de Bianchi Bandinelli no tiene mucho peso porque José María Blázquez señala que “es muy improbable la hipótesis de trabajo del gran arqueólogo e historiador del arte, R. Bianchi Bandinelli, de relacionar el mosaico de Dulcitius con las escenas de las copas sasánidas, lo lógico es pensar que sigue un modelo africano, principalmente en una época, como es la del Bajo Imperio, de intensas relaciones entre Hispania y el África proconsular”.
En lo que refiere al conjunto general de los mosaicos, los excavadores en su publicación incitan a pensar que los mosaicos son un influjo de mosaicos africanos durante la etapa del Bajo Imperio. Así, ellos creen que los mosaicos de la villa del Ramalete “son una prueba más de las estrechas relaciones entre España y África del Norte.”

## Cerámica

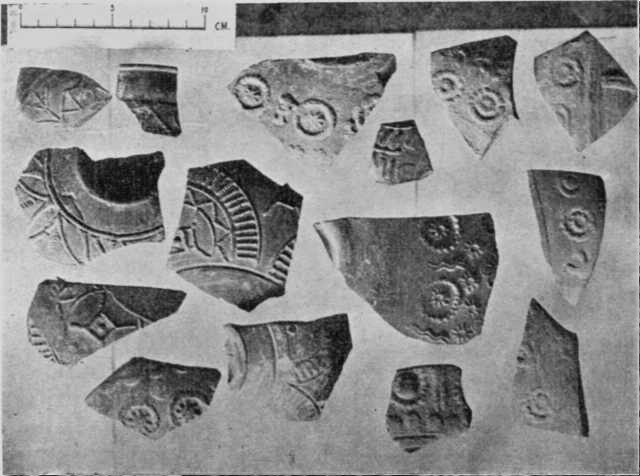
Cerámica encontrada en la villa del Ramalete. Fotos Arch. José E. Uranga.

En la villa del Ramalete también aparecieron cerámicas, pero de maneras revueltas. Estas cerámicas pudieron ser recogida en el momento de su descubrimiento pero no lo fueron porque circunstancias ajenas a la voluntad de los excavadores, hicieron que no pudieran ser recogido los objetos encontrados hasta mucho tiempo después de suspendidos sus trabajos, encontrándolos luego revueltos y sin las indicaciones de la zona en que había aparecido cada uno de ellos.
Aunque no se pueda reconstruir ningún ejemplar, se sabe que la cerámica encontrada pertenecía al grupo de la sigillata hispánica.

## Pinturas murales
No es que sean abundantes pero se han encontrado restos de pinturas polícromas en las paredes de las habitaciones números dos y cuatro.
También parece ser que las paredes de la habitación cinco estaban enlucidas de colores rojo, negro y amarillo con motivos de rombos y flores arrancando desde el suelo mismo. Este pintado demuestra la existencia de un piso más profundo, pero que no pudo ser excavado hasta ahora.